# Garantie de bon fonctionnement (droit français)
Pour un article plus général, voir Garantie de bon fonctionnement.
La garantie de bon fonctionnement ou garantie biennale est, en droit de la construction français, une garantie légale à laquelle l'entrepreneur est tenu pendant un délai de deux ans à compter de la réception de l'ouvrage. Étant d’ordre public, toute clause du contrat de construction qui l’exclurait ou la limiterait est nulle.
Jusqu'à deux ans après la réception de l'ouvrage, le maître d'ouvrage peut demander aux entreprises la réparation ou le remplacement des éléments d'équipement qui ne fonctionnent pas correctement. Cette garantie ne s'applique qu'aux équipements dissociables du bâti, c'est-à-dire qui peuvent être retirés du bâtiment sans dégrader les ouvrages de viabilité, de fondation, d'ossature et de clos et couvert. Les équipements indissociables du bâti sont couverts par la garantie décennale.

## Historique
La responsabilité des constructeurs est instituée dans les articles 1972 et 2270 du Code civil depuis 1804. Ces articles sont modifiés une première fois par la loi du 3 janvier 1967. Le rapport Spinetta de 1975, du nom d'Adrien Spinetta, met en relief trois points noirs dans le règlement des contentieux en droit de la construction : des délais de traitement très longs, l'augmentation de la charge des sinistres et la sous-assurance du secteur de la construction. En effet, dans les années 1970, les procédures juridiques sont très longues : l’indemnisation n’intervient que huit ans après la déclaration de sinistre dans 75 % des cas et, pour le quart restant, les procédures peuvent durer vingt ans. Il est également constaté une baisse de la qualité de la construction et une augmentation du montant des sinistres (doublement entre 1969 et 1974). Par ailleurs, les constructeurs comme les maîtres d'ouvrage disposent rarement d'une assurance : l'entreprise condamnée indemnise les lésés sur ses fonds propres. 
La loi relative à la responsabilité et à l'assurance dans le domaine de la construction du 4 janvier 1978, dite « Loi Spinetta », applicable aux 1er janvier 1979 veut corriger ces défauts. Elle instaure notamment un système d'assurances à double-détente qui vise à protéger l'usager d'un bien immobilier. 

## Description

### Référentiel
La garantie de bon fonctionnement fait partie des trois garanties légales que le maître d'ouvrage peut actionner en cas d'apparition de désordres après les travaux de construction. Les deux autres garanties sont la garantie de parfait achèvement et la garantie décennale. Il s'agit d'une garantie d'ordre public, ce qui signifie que nul ne peut y déroger et que toute clause du contrat de construction qui l’exclurait ou la limiterait est nulle.

### Modalités de mise en œuvre
Jusqu'à deux ans après la réception de l'ouvrage, le maître d'ouvrage peut bénéficier de la garantie de bon fonctionnement. Cette garantie ne s'applique qu'aux éléments d'équipement dissociables du bâti, c'est-à-dire qui peuvent être retiré du bâtiment sans dégrader les ouvrages de viabilité, de fondation, d'ossature et de clos et couvert (exemple: volets, portes...). L'entreprise qui a réalisé les travaux a l'obligation de réparer ou de remplacer ses ouvrages qui ne fonctionnent pas correctement.
Pour faire fonctionner la garantie de bon fonctionnement, le maître d'ouvrage adresse une lettre recommandée avec avis de réception à l'entreprise en précisant les désordres et en lui demandant d'intervenir à ses frais dans un délai imparti.

## Statistiques
Une analyse des contentieux de la construction devant la Cour d'appel de Rennes sur l'année 1989 montre que les condamnations au titre de la garantie biennale représentent 2,22 % des arrêts.

### Note
1. ↑  Le maître d'ouvrage souscrit une assurance Dommages-Ouvrage qui préfinance les travaux de réparation tandis que les constructeurs souscrivent une assurance responsabilité civile décennale.